# Fundacja „Krzyżowa” dla Porozumienia Europejskiego

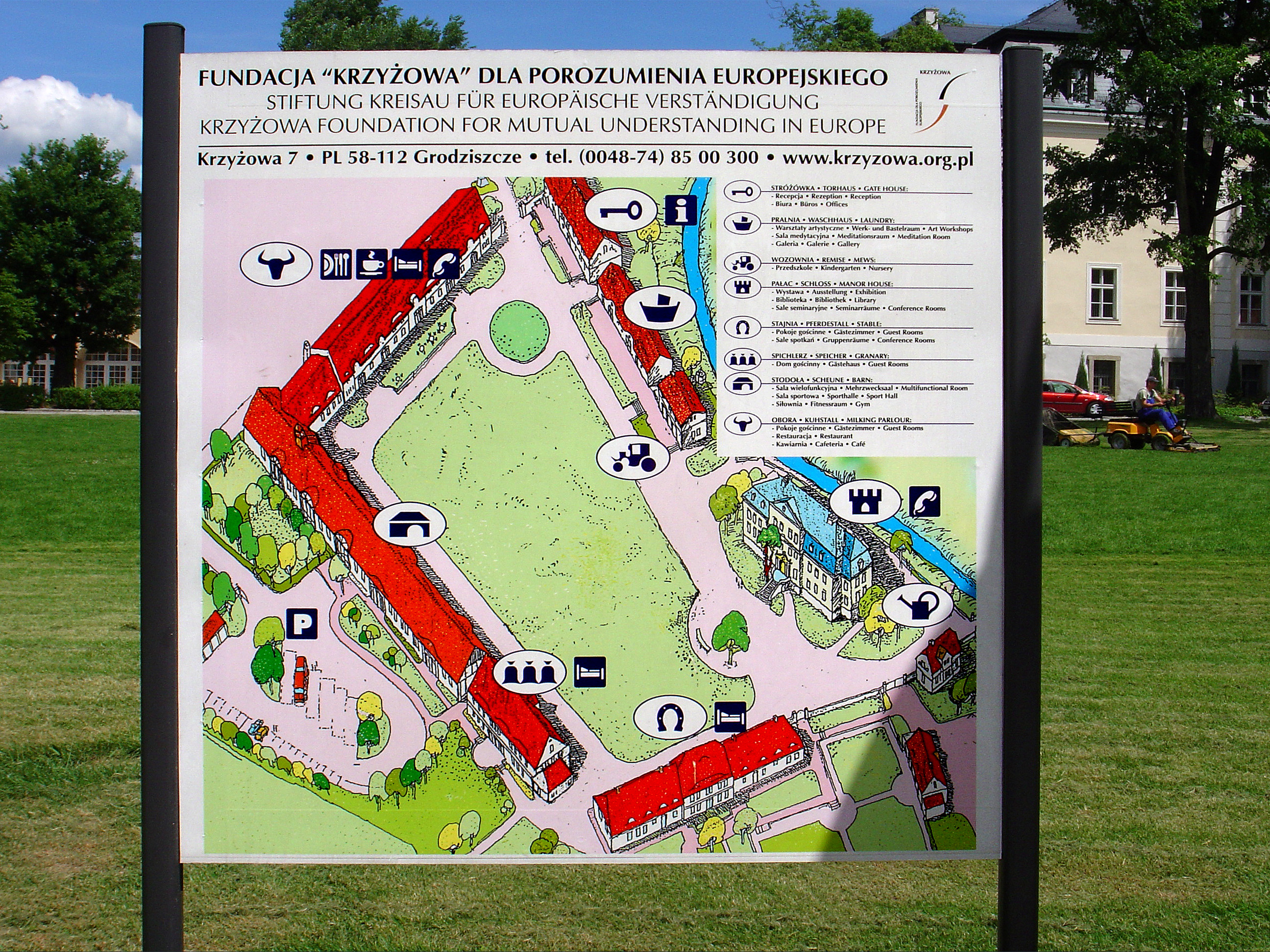
Tablica informacyjna

Fundacja „Krzyżowa” dla Porozumienia Europejskiego (niem. Stiftung Kreisau für Europäische Verständigung) – organizacja promująca działalność międzynarodowego centrum spotkań i wymiany młodzieżowej oraz popularyzację dziedzictwa Kręgu z Krzyżowej.
Fundacja została założona w 1990 roku z inicjatywy Niemców, Polaków, Holendrów i Amerykanów, czujących się w obowiązku zachowania pamięci o Kręgu z Krzyżowej i jego dorobku. Fundacja jest politycznie niezależną organizacją pożytku publicznego z siedzibą w Krzyżowej koło Świdnicy na Dolnym Śląsku.
Wybór Krzyżowej jako miejsca o szczególnym znaczeniu historycznym nie był przypadkowy – w czasie II wojny światowej w tej miejscowości, w majątku rodowym hrabiów von Moltke działał „Krąg z Krzyżowej” (niem. Kreisauer Kreis). W tym miejscu 12 listopada 1989 odbyło się historyczne spotkanie premiera Tadeusza Mazowieckiego z kanclerzem Niemiec Helmutem Kohlem i została odprawiona Msza Pojednania. Mieszczące się tu centrum organizuje spotkania młodzieży, seminaria historyczne oraz imprezy kulturalne.

## Międzynarodowe Centrum Spotkań Młodzieży
Otwarte 11 czerwca 1998 Centrum mieści się w budynkach gospodarczych dóbr rodziny von Moltke.
Zachowano nazwy budynków, nadając im nowe funkcje:
- Stróżówka: recepcja, biura
- Pralnia: warsztaty artystyczne, sala medytacyjna, galeria
- Wozownia: przedszkole
- Pałac: wystawa, biblioteka, sale seminaryjne
- Stajnia: pokoje gościnne, sale spotkań
- Spichlerz: dom gościnny
- Stodoła: sala wielofunkcyjna, sala sportowa, siłownia
- Obora: pokoje gościnne, restauracja, kawiarnia